# Cambes (Gironda)
Cambes es una comuna y población de Francia, en la región de Aquitania, departamento de Gironda, en el distrito de Burdeos. Pertenece al Cantón de Créon.
Su población en el censo de 1999 era de 1145 habitantes.
Está integrada en la Communauté de communes des Portes de l'Entre Deux Mers.

## Geografía
Cambes está situado en Entre-deux-Mers, al borde del Garona -sobre la orilla norte- a 19 km por encima de Burdeos.
Entre-deux-Mers es una región ubicada entre los ríos Dordoña y Garona. Es atravesada por numerosos pequeños afluentes, y tiene un terreno muy ondulado.

### Clima
El clima de la zona es de tipo océánico, que se caracteriza por inviernos muy dulces y veranos calientes. Las precipitaciones son frecuentes y repartidas a lo largo del año con 820 mm de agua y cerca de 150 días lluviosos al año. Durante el verano, las precipitaciones ocurren a menudo debido a tormentas de calor.
Las temperaturas medias son de 6,4 °C en enero y de 20,9 °C en agosto, con una media anual de 13,3 °C. Durante algunos días de verano, las temperaturas llegan a sobrepasar los 30 °C.

## Demografía
| 745 | 838 | 844 | 924 | 1035 | 1145 |
| Para los censos de 1962 a 1999 la población legal corresponde a la población sin duplicidades (Fuente: INSEE [Consultar]) |     |     |     |      |      |